# Des baigneuses pas très académiques
Des baigneuses pas très académiques est une œuvre conçue par l'artiste français Gérard Collin-Thiébaut et érigée en 2000 sur la place de Bretagne, dans le centre-ville de Rennes, en France. Elle consiste en plusieurs sculptures de baigneuses, chacune placée au centre d'une des fontaines de la place.

## Description
L'œuvre est composée de quatre sculptures réalisées à partir de moulages dans des matériaux de synthèse. Ces sculptures sont la reproduction, en double exemplaire, de deux œuvres du sculpteur Christophe-Gabriel Allegrain (1710-1795) : Diane surprise au bain et Vénus au bain. Chaque paire de sculptures est recouverte d'une peinture mat automobile de couleur différente puis d'un vernis anti-UV pour leur donner un aspect brillant,.
Chacune des sculptures pèse 300 kg et repose sur un socle placé au milieu de chacune des quatre fontaines de la place de Bretagne,.

## Histoire
Des baigneuses pas très académiques sont installées sur la place de Bretagne en automne 2000, sur la partie est de la place qui est alors un parking automobile. Cette situation donne l'origine à leurs couleurs métallisés, à base de peintures d'automobiles. 
En 2007, après de multiples vandalisations, la ville de Rennes décide de faire refondre les sculptures en bronze, à la place de la résine. L'opération, réalisée par les ateliers du Louvre, représente un coût de 160 000 €,.
En mars 2012, elles sont démontées, en prévision des travaux de réaménagement de la place de Bretagne de Rennes : la partie comprenant les sculptures est alors transformé en espace pour piétons et le goudron a été remplacé par des arbres et des plantes. Elles sont réinstallées le 4 juillet 2013, peu après la fin des travaux.